# Pompílio Cylon Fernandes Rosa
Pompílio Cylon Fernandes Rosa (Montenegro, 27 de maio de 1897 — Porto Alegre, 20 de junho de 1987) foi um advogado e político brasileiro. Governador do Rio Grande do Sul no período de transição do Estado Novo para a redemocratização.
No ano de 1923, diplomou-se em Ciências Jurídicas e Sociais pela Faculdade de Direito de Porto Alegre, retornando após a sua terra natal, onde passou a exercer a advocacia. No ano seguinte foi eleito, em Montenegro, conselheiro municipal, o equivalente, hoje, ao cargo de vereador. Exerceu a presidência da Câmara de Vereadores até 1928. Após essa data, foi nomeado consultor jurídico da prefeitura.
Durante a Revolução de 1930, serviu como tenente na coluna do Nordeste, comandada pelo General Valdomiro Lima, seguindo para o Rio de Janeiro, onde participou da tomada do poder. Após a posse de Getúlio Vargas, regressou ao Conselho Municipal de Montenegro. Em 1934, foi eleito deputado estadual, sendo o mais votado, e integrando a Assembléia Constituinte, que, após, foi transformada em Assembléia Legislativa, na qual Cylon Rosa assumiu a Presidência da Comissão de Finanças e Orçamento.
Em 1937, Getúlio Vargas instaura o Estado Novo, centralizando o poder na figura do presidente. A Assembléia gaúcha, como as demais do pais, foi dissolvida. Cylon Rosa foi então nomeado diretor e, em seguida, presidente da Caixa Econômica Federal do Rio Grande do Sul.
Em 1945, Getúlio é deposto e o Estado Novo tem seu fim. Com a eleição à presidência da República do General Eurico Gaspar Dutra, Cylon Rosa é indicado pela presidência para governador do Rio Grande do Sul, tendo assumido o cargo em 7 de fevereiro de 1946. Em sua gestão, dedicou-se atenção às necessidades do setor rural, com bem sucedido combate às epidemias que dizimavam os rebanhos rio-grandenses. Ainda no seu governo, executou plano de implantação de usinas elétricas.
Promulgada a Constituição federal, foi marcado o dia 19 de janeiro de 1947 para as eleições da Constituinte estadual e do Governo do Estado. Cylon Rosa passou o cargo ao governador eleito, Walter Só Jobim, no dia 26 de março de 1947. Retorna, então, à presidência da Caixa Econômica Federal.
Em 1950 tenta voltar ao governo do estado pelo voto direto, pelo PSD, mas é derrotado pelo também ex-interventor Ernesto Dornelles, candidato pelo PTB e que fez 50 mil votos a mais que Cylon Rosa. Getúlio Vargas, que é eleito presidente no mesmo pleito, em 1952 convida Cylon Rosa para assumir a diretoria da Carteira de Crédito Geral do Banco do Brasil, no Rio de Janeiro. Em 1961, retorna à direção da Caixa Econômica Federal, no Rio Grande do Sul.
Cylon Rosa desempenhou, também, atividades profissionais na Santa Casa de Misericórdia de Porto Alegre. Depois, prestou concurso para o Arquivo Público, sendo nomeado para a Seção de História e Geografia do Departamento da Administração Pública Estadual. Mais tarde foi funcionário do Instituto Histórico e Geográfico do Rio Grande do Sul.